# Landschaftsschutzgebiet Dunajské luhy
Das Landschaftsschutzgebiet Dunajské luhy (slowakisch Chránená krajinná oblasť Dunajské luhy; deutsch Landschaftsschutzgebiet Donauauen) ist ein Landschaftsschutzgebiet entlang der Donau in der südwestlichen Slowakei. Es ist das neueste der slowakischen Landschaftsschutzgebiete und wird aus fünf nicht verbundenen Teilen gebildet, beginnend am Stadtgebiet von Bratislava, durch den (alten) Flussverlauf von Donau an der slowakisch-ungarischen Grenze bis zur Flussinsel namens Veľkolélsky ostrov bei Zlatná na Ostrove. Das Naturschutzgebiet ist 122,84 km² groß; unter Schutz gestellt sind ursprüngliche Flussauen, Feuchtgebiete sowie kleinere Seen, tote Arme und Bäche.
Der Sitz der Verwaltung befindet sich in Dunajská Streda.

## Geographie

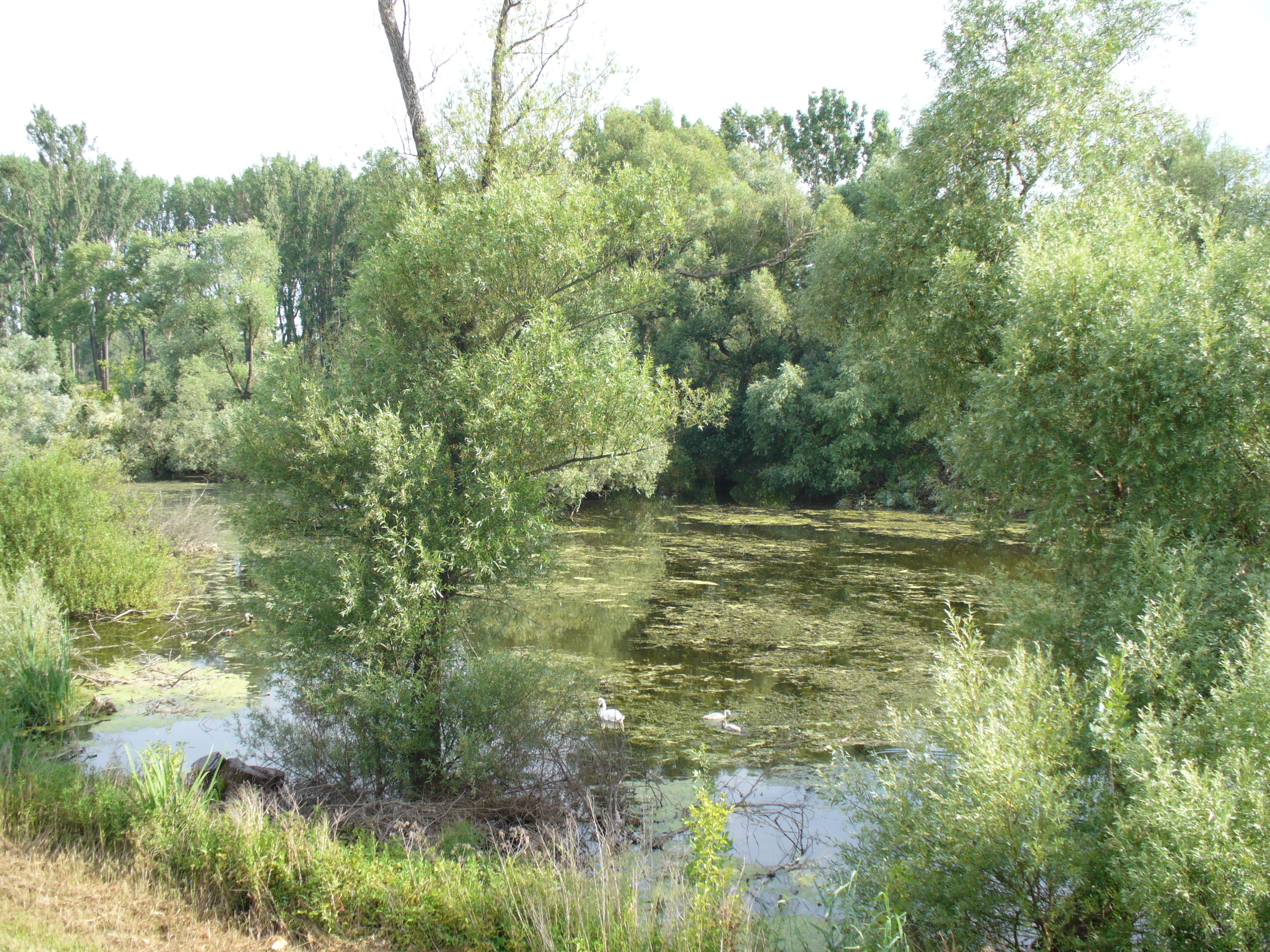
Landschaft bei Dobrohošť und Vojka nad Dunajom

Das Landschaftsschutzgebiet liegt insgesamt in drei politischen Bezirken: Bratislavský kraj (Okresy Bratislava II, Bratislava V und Senec), Trnavský kraj (Okres Dunajská Streda) und Nitriansky kraj (Okres Komárno). Bis auf den zweiten und fünften Teil liegt das Landschaftsschutzgebiet auf der Großen Schüttinsel, einem Teil des slowakischen Donautieflands.
Der erste Teil liegt unmittelbar südlich der Ölraffinerie Slovnaft im Stadtteil Podunajské Biskupice am linken Ufer der Donau und erstreckt sich bis zum Anfang des Stausees Gabčíkovo bei Hamuliakovo. Der zweite Teil liegt südwestlich davon am anderen Ufer, bei den Stadtteilen Rusovce und Čunovo. Der dritte und größte Teil bedeckt den Landstreifen zwischen dem alten Verlauf der Donau und zugleich Staatsgrenze Slowakei-Ungarn und dem Damm des Stausees Gabčíkovo. Ausnahmen sind die Ortschaften Dobrohošť, Vojka nad Dunajom und Bodíky. Der vierte Teil schließt unmittelbar daran am linken Ufer der Donau bei Sap an, grenzt an die Gemeinden Medveďov, Kľúčovec und Číčov und endet bei Klížska Nemá. Der fünfte und letzte Teil liegt zwischen Veľké Kosihy und Zlatná na Ostrove und umfasst die Insel Veľkolélsky ostrov.

## Flora und Fauna

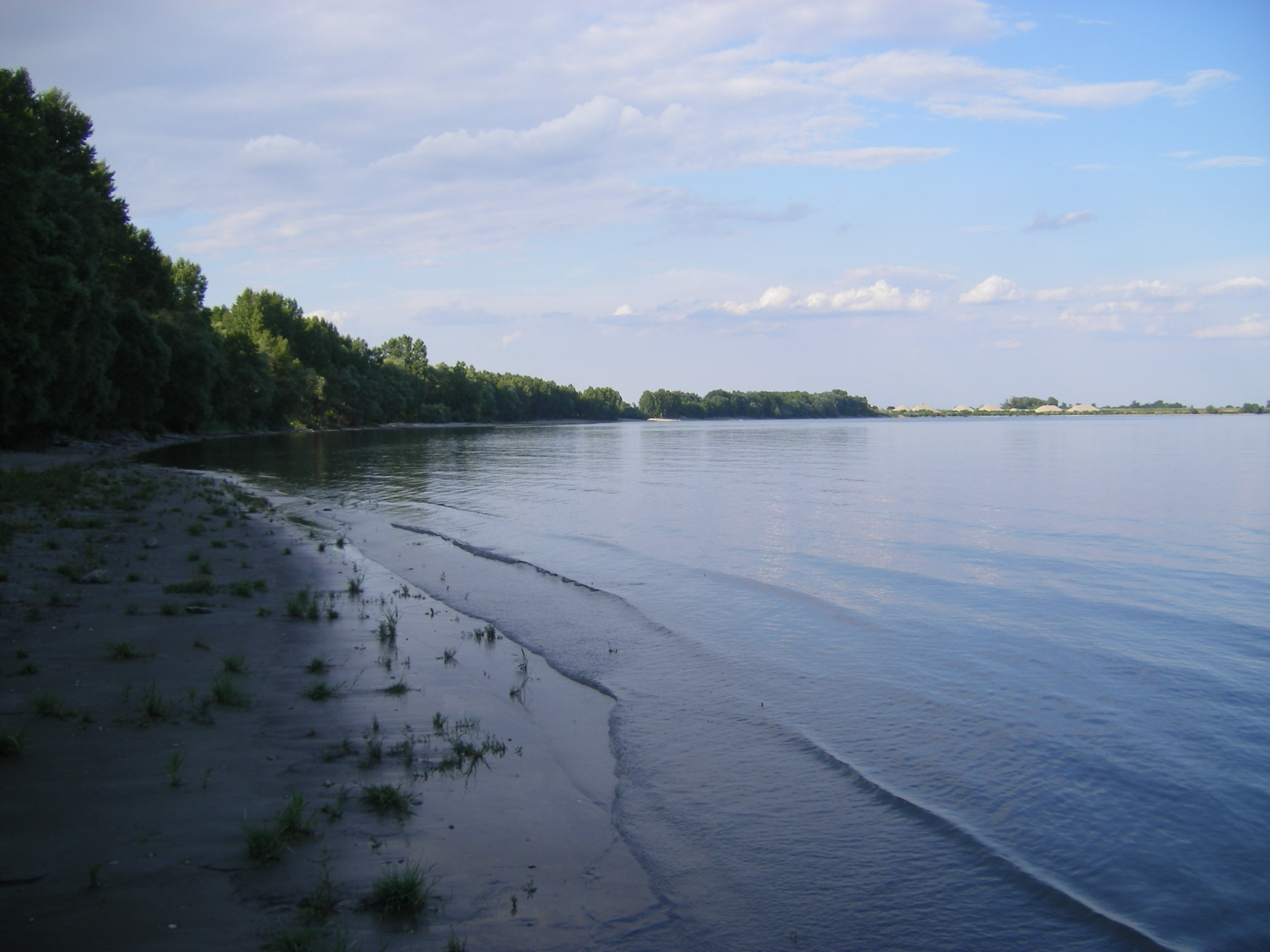
Ufer der Donau bei der Insel Veľkolélsky ostrov

Das komplette Landschaftsschutzgebietes ist unter der Nummer 605 Teil der Ramsar-Schutzgebiete.
Durch die Lage des Landschaftsschutzgebiets ist die Vertretung der Wasserpflanzen von Bedeutung, mit vielen geschützten oder bedrohten Arten wie Weiße Seerose, Gelbe Teichrose, Wassernuss, Europäische Seekanne und Gemeiner Schwimmfarn und weitere. Auf den Wiesen wachsen verschiedene Orchideen: Wanzen-Knabenkraut, Helm-Knabenkraut, Kleines Knabenkraut, Breitblättrige Stendelwurz, Zweiblättrige Waldhyazinthe sind einige Beispiele davon. In den Auen wachsen Erlen, Eichen, Eschen, Hainbuchen, Hartriegel, Pappeln, Ulmen und Weiden.
Die Tierwelt wird durch verschiedene Biotope beeinflusst. Es gibt hier 109 Arten der Weichtiere (davon sind 22 bedroht), und hunderte Arten der Käfer wie zum Beispiel den Endemit Thinobius korbeli aus der Familie Kurzflügler. Die Nordische Wühlmaus gehört zu den bedeutendsten kleinen Säugetieren des Landschaftsschutzgebiets.
Das Naturschutzgebiet hat große Bedeutung für das Nisten und Brüten der Wasservögel. Einige seltene Arten, die hier nisten, sind Seeadler, Seidenreiher und Purpurreiher.
Im Wasser der Donau und der umliegenden Auenlandschaft befinden sich die meisten Fischarten der Slowakei. Einige Seltenheiten aus der Fischwelt sind Europäischer Hundsfisch, eine wilde Form des Karpfens, Ziege und Marmorierte Grundel.

## Erholungsaktivitäten
Zu den Erholungsaktivitäten im Landschaftsschutzgebiet gehören das Schwimmen, Fischerei, Wandern und Radfahren. Der Donauradweg verläuft durch das Gebiet.

## Besonderer Naturschutz

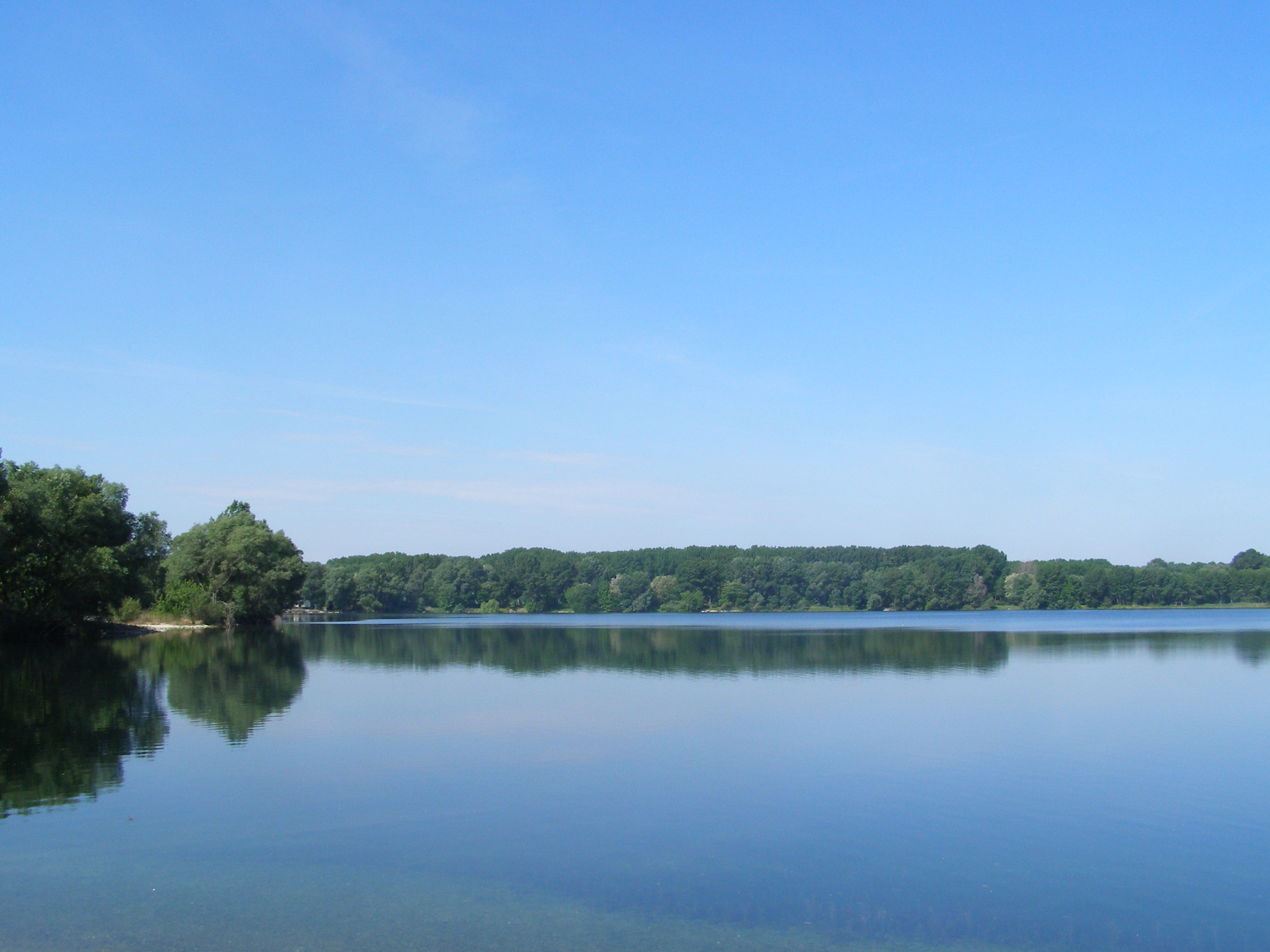
Ein See bei Vojka nad Dunajom

- Národné prírodné rezervácie (NPR, Nationale Naturreservate)

Číčovské mŕtve rameno (79,84 ha, seit 1964)
Ostrov orliaka morského (22,77 ha, seit 1953)
- Prírodné pamiatky (PP, Naturdenkmale)

Kráľovská lúka (3,24 ha, seit 1975)
Panský diel (15,6 ha, seit 1990)
- Prírodné rezervácie (PR, Naturreservate)

| Dunajské ostrovy (219,71 ha, seit 2002) Foráš (115,52 ha, seit 2008) Gajc (62,72 ha, seit 1988) Kopáčsky ostrov (82,62 ha, seit 1976) | Opatovské jazierko (2,36 ha, seit 1993) Ostrovné lúčky (54,93 ha, seit 1988) Topoľové hony (60,06 ha, seit 1988) Zlatniansky luh (9,14 ha, seit 1974) |

- Chránené areály (CHA, Geschützte Areale)

Bajdeľ (8,68 ha, seit 1988)
Poľovnícky les (7,5 ha, seit 1988)